# فريدريش أدولف ستروف
فريدريش أدولف ستروف (بالألمانية: Friedrich Adolph August Struve)‏ (و. 1781 – 1840 م) هو صيدلي، وطبيب ألماني، ولد في نويشتات إن زاكسن، توفي في برلين، عن عمر يناهز 59 عاماً.

## التعليم
تعلم في جامعة هاله، وتعلم في جامعة لايبتزغ
.